# Притча о богаче и Лазаре

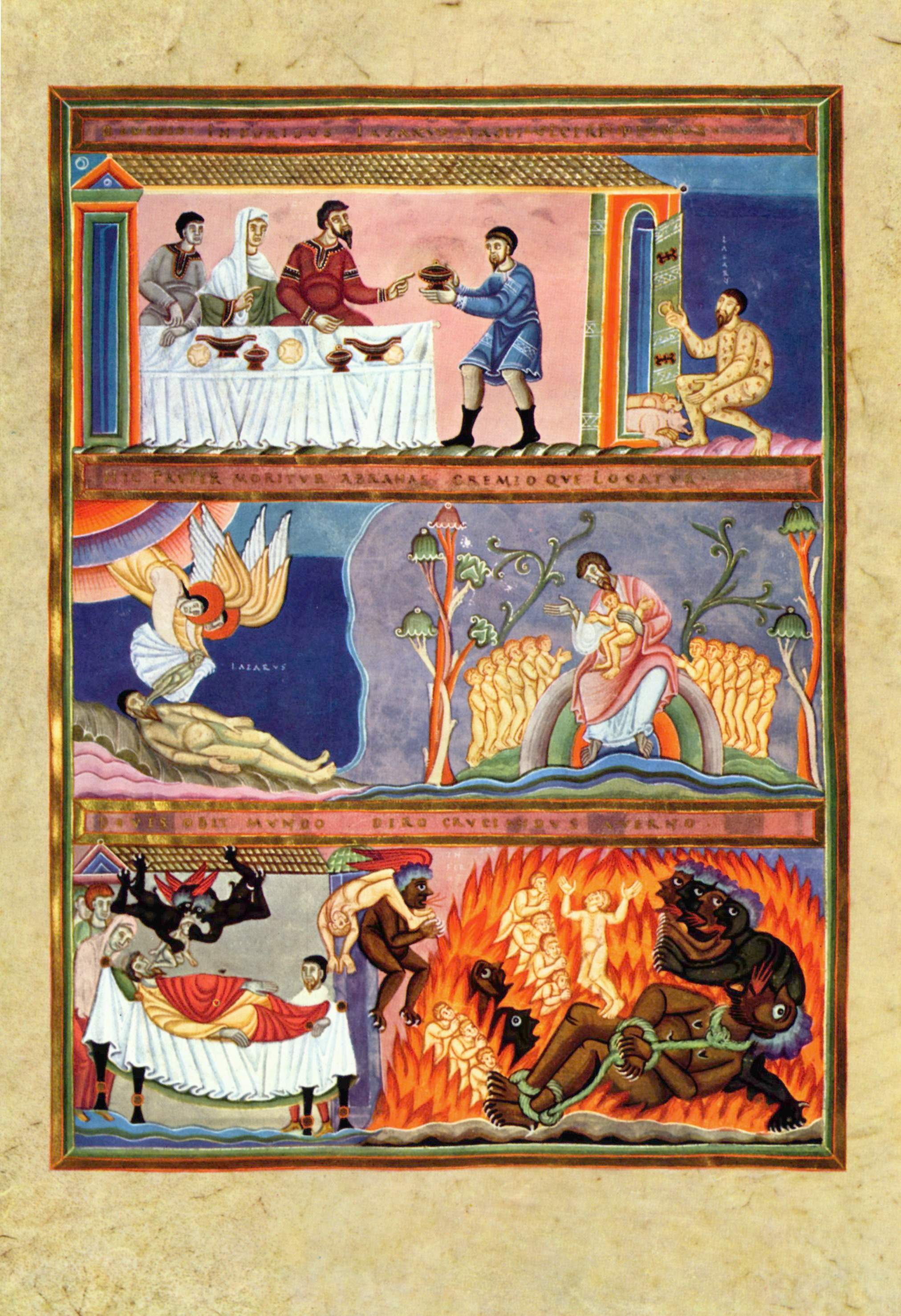
Притча о богаче и Лазаре. Миниатюра «Золотого кодекса» из Эхтернаха. 1030—1050 гг.

При́тча о богаче́ и Ла́заре — одна из притч Иисуса Христа, приводимая в Евангелии от Луки:

Некоторый человек был богат, одевался в порфиру и виссон и каждый день пиршествовал блистательно. Был также некоторый нищий, именем Лазарь, который лежал у ворот его в струпьях и желал напитаться крошками, падающими со стола богача, и псы, приходя, лизали струпья его.  Умер нищий и отнесён был Ангелами на лоно Авраамово. Умер и богач, и похоронили его. И в аде, будучи в муках, он поднял глаза свои, увидел вдали Авраама и Лазаря на лоне его и, возопив, сказал: отче Аврааме! умилосердись надо мною и пошли Лазаря, чтобы омочил конец перста своего в воде и прохладил язык мой, ибо я мучаюсь в пламени сем. Но Авраам сказал: чадо! вспомни, что ты получил уже доброе твое в жизни твоей, а Лазарь - злое; ныне же он здесь утешается, а ты страдаешь; и сверх всего того между нами и вами утверждена великая пропасть, так что хотящие перейти отсюда к вам не могут, также и оттуда к нам не переходят. Тогда сказал он: так прошу тебя, отче, пошли его в дом отца моего, ибо у меня пять братьев; пусть он засвидетельствует им, чтобы и они не пришли в это место мучения. Авраам сказал ему: у них есть Моисей и пророки; пусть слушают их. Он же сказал: нет, отче Аврааме, но если кто из мертвых придёт к ним, покаются. Тогда [Авраам] сказал ему: если Моисея и пророков не слушают, то если бы кто и из мёртвых воскрес, не поверят.
— Лк. 16:19-31

## Богословское толкование

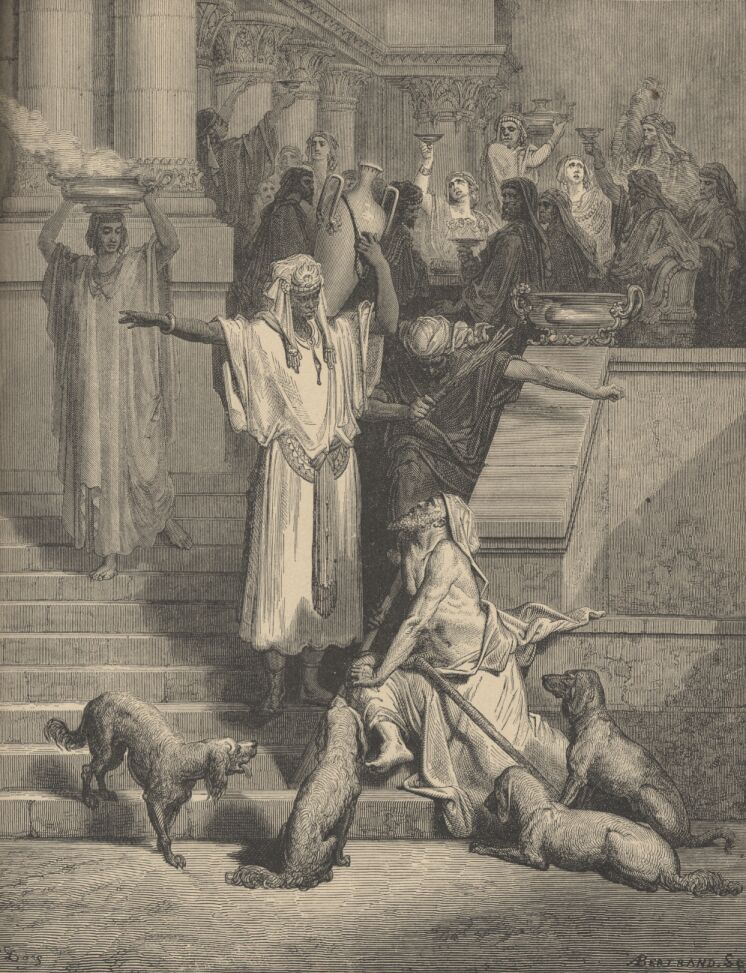
Богач и Лазарь (Гюстав Доре, 1891 год)

Феофилакт Болгарский, начиная толкование притчи, сообщает, что «по преданию евреев, что в то время был в Иерусалиме некто Лазарь, находившийся в крайней бедности и болезни» и этим объясняется, что богач выступает в притче анонимным лицом, а нищий назван по имени. Факт того, что по смерти душу Лазаря приняли ангелы, Феофилакт объясняет тем, что, находясь у ворот богача, видя как другие наслаждаются, он не роптал, не хулил Бога и не поносил роскошную жизнь богача. По этой причине он попал после смерти на Лоно Авраамово и «разделил с Авраамом его посмертный жребий, улучив состояние, полное утешительных надежд на будущее блаженство, ожидающее всех праведников».
Особо Феофилакт рассуждает о пропасти, разделяющей грешников и праведников, вступая при этом в полемику с оригенистами:

Пропасть означает расстояние и различие между праведными и грешниками. Приметь здесь и возражение против оригенистов. Они говорят, что придет время, когда муки окончатся и грешники соединятся с праведниками и с Богом, и таким образом Бог будет всё во всех. Но вот, мы слышим, Авраам говорит, что хотящие перейти отсюда к вам или оттуда к нам не могут сего сделать. Поэтому как из участи праведников невозможно кому-нибудь перейти в место грешников, так невозможно, учит нас Авраам, перейти из места мучения в место праведников. И Авраам, без сомнения, более достоин веры, чем Ориген.

Аверкий (Таушев), комментируя данную притчу, пишет, что фраза «у них есть Моисей и пророки; пусть слушают их» означает наличие у людей Закона, следуя которому, можно избежать попадания в место мучения. Говоря об отказе Авраама послать Лазаря к братьям умершего богача, архиепископ Аверкий замечает, что

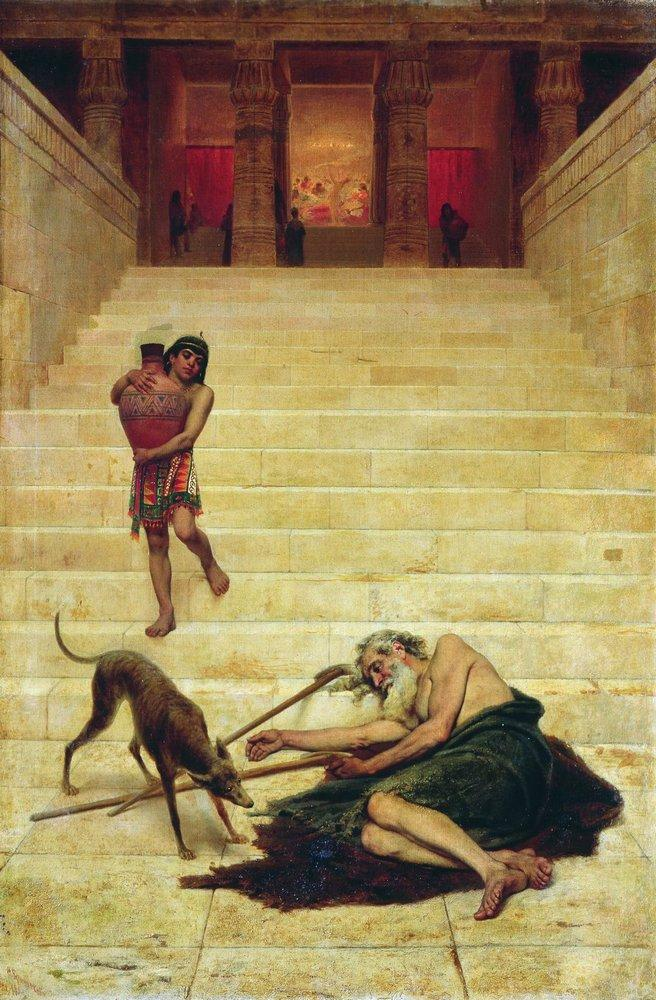
Лазарь (Фёдор Бронников, 1886 год)

если они дошли до такого нравственного падения, что не слушаются голоса Божия, выраженного в Священном Писании, то всякие другие уверения окажутся также напрасными. Неверующий, пораженный даже необычностью явления умершего, потом всё же начнет себе объяснять это явление как-нибудь иначе и снова останется таким же неверующим и неисправленным.

## Проказа
Струпья Лазаря интерпретировались как струпья прокажённого, поэтому в Средние века он считался покровителем прокажённых, для помощи которым был основан Орден Святого Лазаря.